# Union africaine de boxe
L'Union africaine de boxe (anglais : African Boxing Union ou ABU), est une fédération continentale de boxe anglaise professionnelle. Elle est affiliée au World Boxing Council (WBC).
Fondée en 1973, elle est fusionnée avec l'Association africaine de boxe amateur pour former la Confédération africaine de boxe en 1987. L'ABU reprend son indépendance en 1996.